# Abs (programación)
Abs es una función básica de muchos lenguajes de programación. Se utiliza para obtener el valor absoluto de un número, que se lo pasa como parámetro.
En PHP su declaración es la siguiente:
number abs ( mixed $number )
En Javascript su declaración es la siguiente:
Math.abs(x)
En Free Pascal su declaración es la siguiente: (es muy parecida en Delphi y en Turbo Pascal)
function abs(l: LongInt):LongInt;
function abs(l: Int64):Int64;
function abs(d: ValReal):ValReal;
En C++ su declaración es la siguiente:
int abs (int n);